# Tànagra
Tànagra (grec antic: Τάναγρα) fou una ciutat de Beòcia situada en una plana fèrtil a l'esquerra del riu Asop, a uns 40 km de Platea i uns 25 d'Oropos. Correspon a la vila de Vratsi, que el 1915 fou reanomenada Tànagra en record de l'antiga ciutat; en realitat, l'actual Tànagra està situada uns 5 km a l'oest de les ruïnes de l'antiga ciutat, situada dalt d'un turó anomenat Grimada (grec: Γριμάδα). Segons el mite, els primers habitants de la ciutat foren els gefireus, que haurien arribat de Fenícia amb Cadme, i que d'allí haurien emigrat a Atenes, segons la narració d'Heròdot i Estrabó.
Tànagra era envoltada de camps molt fèrtils, cosa que li va valer el nom de Poimandría (Ποιμανδρία) 'camp de pastura'. Dicearc de Messana, que va visitar Tànagra en temps de Cassandre, diu que la ciutat es trobava en un turó escarpat i elevat, i que tenia un aspecte calcari de color blanc. Les cases tenien pòrtics elegants i estaven decorades amb pintures encàustiques. El territori no donava gaire blat, però produïa un excel·lent vi, el millor de Beòcia. Dicearc afegeix que els habitants de la ciutat eren rics però frugals, i que majoritàriament eren propietaris de terrenys, no fabricants, i els lloa per la seva justícia i hospitalitat.
En temps d'August, Tànagra i Tèspies eren les dues ciutats més pròsperes de Beòcia, segons Estrabó. Plini el vell l'anomena ciutat lliure, i també l'esmenta Claudi Ptolemeu. Al segle vi encara era una ciutat important, segons el geògraf Hièrocles.
Pausànies descriu la ciutat en el seu temps (segle ii), i diu que era digne de veure el temple de Dionís, amb una estàtua del déu feta de marbre obra de Calamis, i una estàtua de Tritó encara més admirable. Prop d'allí hi havia els temples de Temis, Afrodita i Apol·lo, i dos de dedicats a Hermes, en un d'ells invocat com a Criòforos i a l'altre com Promakos. Prop d'aquest segon temple hi havia el teatre, i força més lluny el gimnàs, on hi havia una estàtua de la poeta Corinna, que havia nascut a la ciutat. També hi havia a la ciutat un altre monument de Corinna. Pausànies afegeix que tots els recintes sagrats de Tànagra estaven separats de les cases de la ciutat. També diu que la raça de galls criats per la lluita era molt famosa. Tànagra tenia un territori considerable i Estrabó menciona quatre pobles que li pertanyien, Eleó, Harma, Micalessos i Fares.
Per la seva proximitat a l'Àtica va ser escenari d'algunes batalles importants:
- El 457 aC els lacedemonis, tornant d'una expedició a la Dòrida, van prendre posicions a la ciutat per ajudar al partit oligàrquic d'Atenes a enderrocar als demòcrates. Els atenencs i la gent d'Argos i alguns cavallers tessalis van creuar el mont Parnàs i els van atacar allí. Ambdós bàndols van lluitar amb valentia, però els espartans van obtenir la victòria, ja que els tessalis van desertar, segons Tucídides.
- El 456 aC els atenesos dirigits per Mirònides van envair Beòcia i van ocupar la ciutat d'Enòfita en territori de Tànagra, una victòria decisiva que els va fer amos de tot el país. Les muralles de Tànagra van quedar destruïdes fins a nivell de terra, diu Diodor de Sicília.
- El 426 aC els atenesos van fer una incursió a Tànagra i van derrotar els tanagris i els beocis.

Hi ha autors antics que identifiquen Tànagra amb Grea, una ciutat que Homer esmenta al Catàleg de les naus però desconeguda en època clàssica. Aristòtil, en canvi, rebutjava aquesta identificació i considerava que es corresponia amb Oropos.